# Halászi
Halászi là một thị trấn thuộc hạt Győr-Moson-Sopron, Hungary. Thị trấn này có diện tích 36,45 km², dân số năm 2010 là 2908 người, mật độ 80 người/km².